# Simon Says (sång av 1910 Fruitgum Company)
Simon Says är en poplåt från 1967, skriven av Elliot Chiprut och utgiven av popgruppen 1910 Fruitgum Company. Låten är baserad på barnleken "Simon says" som går ut på att en grupp personer följer instruktioner av en ledare där orden börjar med "Simon says" eller "Simple Simon says". Singeln utgavs i december 1967 och blev en hit 1968. Låten blev en av de största hitlåtarna i den våg av tuggummipop som blev populär under det sena 1960-talet.
Tillsammans med Herman's Hermits "Sleepy Joe" samma år var "Simon Says" de låtar som låg längst på Tio i topp med 18 veckor vardera. Sången spelades även in av Flamingokvintetten 1968, med text på svenska av Uno Asplund och då kallad "Nynna en sång", och släppte den på singelskiva.

## Listplaceringar
| Lista (1968)   | Position              |
| -------------- | --------------------- |
| Australien     | 2 (Go Set)            |
| Danmark        | 2 (DR "Top 20")       |
| Finland        | 21                    |
| Flandern       | 6                     |
| Frankrike      | 61                    |
| Irland         | 5                     |
| Kanada         | 1 (RPM)               |
| Nederländerna  | 14                    |
| Norge          | 3 (VG-lista)          |
| Nya Zeeland    | 4 (NZ Listner)        |
| Schweiz        | 3                     |
| Spanien        | 4                     |
| Storbritannien | 2                     |
| Sverige        | 1 (Kvällstoppen)      |
| Sverige        | 1 (Tio i topp)        |
| USA            | 4 (Billboard Hot 100) |
| Vallonien      | 43                    |
| Västtyskland   | 6                     |
| Österrike      | 2                     |